# 沃氏高背鱨
沃氏高背鱨，為輻鰭魚綱鯰形目脂鱨科的其中一種，為熱帶淡水魚，被IUCN列為易危保育類動物，分布於非洲迦納及象牙海岸淡水流域，體長可達10公分，棲息在底層水域，生活習性不明。

## 扩展阅读
維基物種上的相關：沃氏高背鱨